# Durchbruchwagen
De Durchbruchwagen was een Duits prototype voor een zware tank, ontwikkeld in 1937 en 1938. Hierna werd verder onderzoek gestaakt, omdat het nieuwe project, 'de VK 30.01' veelbelovender was dan het DW-programma.

## Achtergronden
In het begin van 1937 verlangde de Panzerwaffe de ontwikkeling van een zware tank. Deze tank moest in totaal aan dertig eisen voldoen. Het idee voor een zware tank kwam van ingenieur Ernst Kniepkamp van WaPruf 6 (Waffenprüfungsamt 6, het bureau voor tankontwikkeling van het Heereswaffenamt), dat de ontwikkeling van zware tanks aanstuurde. De order werd gegeven aan de firma Henschel. Die ontwikkelde het prototype, dat Durchbruchwagen I werd genoemd, oftewel de DW I.

## Beschrijving
Als beginpunt werd er voor de zwaarste Duitse tank gekozen die op dat moment in productie was, namelijk de PzKpfw IV Ausf. A. Die had een massa van 17,3 ton. Deze tank bood ook veel ruimte voor modernisering. De verticale pantserplaten op de voorkant van de tank werden verdikt naar 50 mm. Ook de zijkanten werden 50 mm dik. De horizontale vlakken op de bovenkant en de onderkant kregen een dikte van 20-25 mm. De bestuurder zat voor in de tank. Daarachter was het gevechtscompartiment, waar er plaats was voor de commandant, de schutter en de lader. De motor werd achterin gemonteerd. Zeer waarschijnlijk was dat een 280 pk Maybach HL 120, een twaalfcilinder-viertakt met vloeistofkoeling.

## Doorontwikkeling
Het ontwerp van de DW I leidde tot het ontwerp van de DW II. Dit prototype was gebaseerd op de BW (VK 20.01). De geschutskoepel had frontale pantserplaten van 50 mm dik. De zijkanten hadden een bepantsering van 30-50 mm. Kenmerkend voor deze geschutskoepel was het hoog uitstekende commandantluik. Dit had acht observatiespleten.
De bepantsering was hetzelfde als bij de DW I. De primaire bewapening bestond uit een 7,5 cm KwK 37 kanon en de secundaire bewapening bestond uit twee 7,92 mm MG 34-machinegeweren. Een was geplaatst naast het kanon en de tweede in de rechterzijde van de geschutskoepel. Het korte 75mm-kanon kon zwakkere tegenstanders, zoals de Matilda I of de T-34 met gemak aan, maar het was te licht voor de KV-1 of dergelijke tanks. In principe was de tank niet bedoeld om andere tanks te bestrijden, maar om vijandelijke stellingen te bestormen en doorbreken (Durchbruchwagen betekent doorbraakvoertuig). Het chassis dat oorspronkelijk uit acht kleine wielen bestond werd gewijzigd en er kwamen vijf grotere wielen voor in de plaats. Die waren bevestigd met individuele torsiestaafvering. Het aantal steunwielen werd verminderd naar zes stuks.

## Prototypen
Het eerste prototype van de DW II werd snel geproduceerd en was eind 1937 gereed. Het voertuig werd intensief getest. De firma Krupp was verantwoordelijk voor de bewapening, maar door een fout werd die niet geleverd. In plaats daarvan werd er ballast op geïnstalleerd met een vergelijkbare massa. De tank was technisch gezien vergelijkbaar met de Pz. IV A, het had een vergelijkbare mobiliteit en een maximumsnelheid van ongeveer 35 km/h. Met de motor waren wel enkele problemen. Hierna werden er zes nieuwe voorwaarden gesteld. WaPruf. Project DW werd verbeterd en het volgende prototype werd gebouwd in 1938. In feite was het dezelfde tank als het eerste prototype, maar met een iets gewijzigde behuizing en een verbeterde motor met transmissie, de ZW 38. Ook werd er een extra lid aan de bemanning toegevoegd. Naast de bestuurder kwam een stoel voor de radioman. Het pantser werd aan de voorkant verdikt naar 60 mm.

## En verder
Nadat het tweede prototype was gebouwd, werd verder onderzoek gestaakt. Er werd de voorkeur gegeven aan een nieuw project dat in principe voortgekomen was uit het DW-programma, de VK 30.01. Dit project was veelbelovend. De prototypes werden echter nog niet gesloopt. Ze werden nog gebruikt om personeel te trainen, om te leren hoe er met een zware tank moet worden omgegaan. Beide modellen werden tot 1941 nog onderworpen aan tests en één model werd nog intensief gebruikt voor de ontwikkeling van de Tiger I. Beide prototypen hebben de oorlog niet overleefd, waarschijnlijk zijn zij gesloopt voor hergebruik.